# Claude Hudelot
Claude Hudelot, né le 20 juillet 1942 à Chanceaux en Côte-d'Or et mort le 15 août 2021 à Bali en Indonésie, est un sinologue, historien de la Chine contemporaine, producteur de radio  sur France Culture, réalisateur de documentaires pour la télévision et commissaire d'exposition français.
Il a dirigé plusieurs établissements culturels en France et à l'étranger et fut, pendant huit ans, attaché culturel en Chine.

## Biographie

### Jeunesse et formation
Fils de Suzanne et Roger Hudelot, enseignants en France, en Algérie puis à l’étranger, Claude Hudelot vit en Bourgogne (1942-1951), en Algérie (1951-1956), sur la Côte d’azur (1956-1961) où il fait ses études secondaires, avant de séjourner un an à Bombay (Inde) en 1961 et 1962.
De retour en France, il passe une licence d’anglais avant de visiter la Chine pour la première fois en 1964. Il s’inscrit au cours de chinois à l'École nationale des langues orientales (1964-1967), dont il est diplômé en 1967, avant d’obtenir en 1969 une maîtrise d'histoire contemporaine de la Chine. Son mémoire s'intitule alors Chen Duxiu et sur le Mouvement du 4 mai 1919.
En 1971, il publie La Longue Marche, dans la collection Archives (Julliard / Gallimard), dirigée par Pierre Nora et Jacques Revel. Il enseigne un temps l'histoire de la Chine contemporaine à l'université Paris-VIII comme chargé de cours avant de passer, en 1974, le concours d'assistant de production de l'ORTF.

### Producteur à France Culture (1975-1983)
En 1975, Claude Hudelot devient producteur à France Culture. Il y produit, jusqu'en 1984, des émissions, notamment au sein des « Après-midi de France Culture » dont il est l'un des présentateurs, sur la danse contemporaine, la littérature, la musique, l'architecture, les arts plastiques, la photographie et divers pays.
Il intervient aussi dans les « Nuits magnétiques ». Durant deux étés (1979, 1980) il produit et anime l’émission matinale quotidienne (7-8 h), intitulée « L’heure du laitier » (1979) et « Poètes : vos papiers » (1980). En 1979, il se rend sept semaines en Chine pour France-Culture. Cet ensemble de reportages donnera lieu à cinquante heures d’émissions, rassemblées sous l'intitulé « Mission Chine », dans les domaines de l'histoire (10 h), de la culture, de la politique, la sociologie, la vie quotidienne, avec un feuilleton intitulé « À chacun sa Chine ». Y interviennent la plupart des sinologues français. En 1980, il reçoit le Grand Prix Radio de la Société des gens de lettres pour l’émission « 800 millions de paysans ».
En 1981, il participe aux « Trottoirs de Buenos-Aires » et en 1982 et 1983, devient producteur/présentateur, à la télévision, de « Désirs des arts », émission bimensuelle (35 minutes) sur Antenne 2, consacrée aux grandes expositions.

### Directeur de la Maison de la culture de La Rochelle (1984-1987)
En 1984, Claude Hudelot est nommé directeur de la Maison de la culture de La Rochelle et du Centre-Ouest. Il y développe le projet « Images, Corps, Espace », sur les thèmes de la danse contemporaine, des arts plastiques, de la photographie et de l’audiovisuel, tout en participant à la création des Francofolies de Jean-Louis Foulquier, en soutenant l’action de la chorégraphe Régine Chopinot et en étant partenaire du Festival international du film de La Rochelle dirigé par Jean-Loup Passek.
Avec Pierre Muller, responsable de l’audio-visuel au sein de la Maison de la culture, il coréalise « Au Louvre, Jean-Pierre Pincemin » (26 min) ; « Le voyage chinois de Zao Wou-Ki » (52 min) diffusé par FR3 / Océaniques (1985) ; « Michel Moy, une peinture océanique » (26 min), avec une interview de Kenneth White, « Le peintre et les carabiniers » (26 min) sur une création des chorégraphes Daniel Dobbels, Christine Gérard et du peintre Louis Cordesse ; « Christian Renonciat : l’art et la matière » (26 min), « À la folie, Antonio Segui » (26 min).
Dans sa programmation, il consacre une saison au tango et une autre aux grandes voix. En 1985, il publie La Longue Marche vers la Chine moderne, collection Gallimard / Découvertes, réédité en 2002.
En 1987, il se rend en Chine pour le Journal télévisé d'Antenne 2 lors du 13e Congrès du Parti communiste chinois et coréalise treize sujets avec le cameraman Christian Hirou, à Pékin et au Hunan, notamment à Shaoshan, village natal de Mao Zedong.

### Directeur des Rencontres d'Arles (1988-1989)
Fin 1987, Claude Hudelot est nommé directeur des Rencontres internationales de la photographie d'Arles. Le programme pour l'année 1988 s'intitule « La danse, la Chine, la pub ». La photographie chinoise est présentée pour la première fois à l'étranger sous la forme d’une grande exposition. En 1989, le programme est axé sur les vingt ans » (1969-1989) des Rencontres. Cette même année Claude Hudelot quitte la direction des Rencontres.

### Retour à France-Culture (1990-1991)
En 1990, Claude Hudelot redevient producteur à France Culture. Il y produit plusieurs « Bon Plaisir » (durée : 2 h 58 min) : ceux de Merce Cunningham (avec notamment John Cage, qui donne son dernier entretien à la radio), de Paul Virilio, Jean-Claude Gallotta, Nicolas Frize, Sebastiao Salgado. Pour la télévision, il coréalise, avec Michel Hivert et Jean Kargayan La Planète Alberk Kahn (52 min) (produit par le département des Hauts-de-Seine), première diffusion : FR3, suivie de nombreuses autres.

### Attaché culturel à Pékin (1991-1994)
En 1991, Claude Hudelot est nommé attaché culturel près l’Ambassade de France à Pékin. Il coordonne ou organise notamment l’exposition Rodin, la rétrospective Soulages et invite en Chine divers artistes. Il organise la venue des Arts Florissants, dirigé par William Christie, celle des accordéonistes Jo Privat, Marcel Azzola et Marc Perrone (Fête de la Musique 1992).

### Directeur de l’Institut franco-japonais du Kansaï et de la Villa Kujoyama (1994-1998)
En 1994, Claude Hudelot est nommé directeur de l'Institut franco-japonais du Kansaï et de la Villa Kujoyama, à Kyoto où il organise des expositions et des manifestations à Kyoto et dans le Kansaï. Il expose les photographes Bernard Descamps, Geneviève Stephenson, Thierry Girard, Lucien Clergue.
En 1995, il organise avec la ville de Kyoto et les autres centres culturels étrangers - allemand, italien, anglais et américain - le Festival international du film de Kyoto pour le centenaire du cinéma dont il est le président. Ce festival aura présenté 100 films, rendu notamment hommage aux frères Lumière, à Jean Renoir, à Ken Loach, à Nagisa Oshima, organisé un colloque, en lien avec la Cinémathèque française. Il est par ailleurs président, durant son mandat, de l'Académie de musique française de Kyoto, initiée et organisée par son prédécesseur à la tête de l'Institut franco-japonais du Kansaï, Michel Wasserman et la violoniste Yuko Mori.

### Retour en France
De retour en France en 1998, Claude Hudelot réalise en 1999 pour Doc en Stock / Arte (Théma) : « Chine : le chantier du siècle » (52 min), « Shanghai : les nouveaux Chinois » (52 min), diffusés le 1er octobre 1999 à l’occasion du 50e anniversaire de la République populaire de Chine; coauteur avec Frédéric Vassort de « Les Chinois à la plage » (40 min) diffusé durant l’été 99 sur Arte.
À la fin des années 1990, il devient président de l’association Ma To Ma, qui soutient l’action de la chorégraphe franco-américaine Susan Buirge, l’une des premières résidentes de la Villa Kujoyama, qui fonde en 1994 la compagnie de danse contemporaine Ma To Ma et crée, avec le prêtre shintoïste Tomihisa Hida et son groupe groupe musical, le Cycle des Saisons (1994-1998), présenté deux années au Festival d’Avignon – direction : Bernard Faivre d’Arcier – et au Théâtre de la Ville (Paris), puis d’autres compositions chorégraphiques: « L’œil de la forêt » en 2002, « A l’abri des vents » en 2006.
En 2000, il retravaille pour France Culture, où il produit Le Bon Plaisir de Zao Wouki à Shanghaï (120 min) et en 2001, publie Mao, coll. La vie, la légende aux Éditions Larousse. En 2001-2002, il coréalise avec Jean-Michel Vecchiet « Hou Bo, Xu Xiaobing, photographes de Mao » (54 min), coproduction La Citrouille, France 2, France 5.
Pour le Septembre de la photographie, il est le commissaire de treize expositions photo à Nice, intitulées « L'album la famille Chine » ; puis, à la Maison de la Chine à Paris et à l'Espace d'art contemporain de La Rochelle, de l’expo photo / arts plastiques « Mao, y'a pas photo ».

### Attaché culturel à Shanghai (2002-2007)
En 2002, Claude Hudelot est nommé Attaché culturel près le Consulat général de France à Shanghai , coordonne sur place les Années France-Chine (2003-2005). Il prend plusieurs initiatives comme celle d’inviter le Groupe F, pour l’inauguration à Shanghai de l’Année de la France en Chine. Il accompagne plusieurs grandes expositions qui sont présentées au Musée des beaux-arts de Shanghai : les Impressionnistes (Musée d’Orsay : direction Serge Lemoine), « Nouvelle Vague » (Centre Pompidou / MNAM, commissaire : Camille Morineau), Yan Pei-Ming, commissariat : le Consortium, Dijon ; Pierre et Gilles, au Musée d'art contemporain de Shanghai.
En 2003, les Rencontres d'Arles, dirigées par François Hébel, présentent en avant-première le film Hou Bo, Xu Xiaobing, photographes de Mao. Il est, avec Margo Renisio, commissaire de l’exposition consacrée aux deux photographes chinois. Avec Hou Hanru et Bernard Marcadé, il participe à la publication, aux Éditions du Réel (Dijon) de l'ouvrage Yan Pei-Ming, Fils du dragon (avec un texte, Les derniers Mao), traduit depuis en anglais.
En 2004, il est commissaire, avec Margo Renisio, de l’exposition photo « Mariages à Shanghaï » présentée à l’Abbaye de Montmajour – Direction Anne Matheron – lors de l’Année de la Chine en France. En juillet 2006, il est fait chevalier des Arts et des Lettres en tant que « sinologue, réalisateur et producteur de films ».
En 2007, il organise le 1er juin la première « Nuit Blanche à Shanghaï ». Il monte par ailleurs, en tant que commissaire, l’exposition de Christian Renonciat « Fleur de peau » et l’exposition « Twins » avec Cara & Céline Zhuang.

### Le Mao, édition en français, etMao, édition en anglais
En 2009, Claude Hudelot publie avec le photographe Guy Gallice Le Mao, aux Éditions du Rouergue, ouvrage consacré au culte de la personnalité de celui-ci grâce à plusieurs centaines d'images et une analyse en seize chapitres focalisés sur les icônes les plus significatives, l'accent étant mis sur la photographie, fer de lance du culte et plus généralement sur la folie souvent meurtrière qui s'empara de la Chine à l'époque de la révolution culturelle. Le dernier chapitre est consacré à l'image de Mao dans l'art contemporain.
Il est l’invité, sur RFI, en septembre et octobre 2009, de la série « La saga Mao » (3 x 26 min) et, sur la chaîne Histoire, de « Historiquement Show». Il est commissaire de l’exposition photo de Yang Yongliang aux Rencontres d’Arles.
En 2010, il publie avec Margo Renisio, sur rue89, une série de dix articles sur le Japon sous la forme d’un blog intitulé « O Nippon ! » portant sur le kagura et les recherches menées par Susan Buirge sur cette danse cultuelle ainsi que sur le festival d’art contemporain Setouchi. En 2011, il travaille à l'édition en anglais de l’ouvrage publié aux éditions du Rouergue, Mao (Horizons Éditions, Londres) paru en mai 2012, lancé à Hong Kong, puis à Macao, puis à Paris. Mao sera diffusé dans les pays anglophones, en Asie.
En 2012, il devient président de l'association de la compagnie La Maga, qui soutient l'action de l'artiste tanguera Marina Cedro, chanteuse, pianiste, compositrice, danseuse, compagnie implantée à La Rochelle. Il mène deux blogs parallèles sur Mediapart et sur Le Monde.fr tous deux intitulés La Cina è vicina.
En octobre 2012, il organise l'opération « The ZAGO's go to Shanghai! » avec cet orchestre « familial » poitevin, lors de la Semaine Française de Shanghai. En avril 2013, il organise l'opération « Marina Cedro Tango Trio in Shanghai » qui donne lieu à cinq concerts, à l'occasion du festival « I love my Waterfront ». En octobre 2013, il présente une partie de sa collection de photos chinoises dans l'exposition « La Chine en construction », soit 300 tirages d'époque sur le monde de l'entreprise en Chine au XXe siècle, lors de la nouvelle Biennale PHOTO/INDUSTRIA de Bologne, en Italie.

### Décès
Claude Hudelot meurt le 15 août 2021 à Bali en Indonésie.

## Résumé de carrière

### Émissions de radio produites
1975
- « L'invité du lundi » : Simon Leys (80 min) ; Après-midi de France Culture ;
- « Deux heures pour comprendre la danse contemporaine » ; Après-midi de FC ;
- Semaine spéciale « Rencontres de la photographie d'Arles » ; Après-midi de FC ;
- Émission « Einstein on the beach », avec Bob Wilson, Phil Glass, Andy Degroat, coproduite avec Catherine Clément - Festival d’Avignon ; (90 min) ;

1976
- « L'invitée du lundi » : Gisèle Freund ; Après-midi de F.C ;

1977
- une semaine spéciale des Après-midi de France-Culture consacrée au « Murs » : il : Le mur chypriote (réalisation Danièle Fontanarosa). (Autres : Berlin, Irlande, Liban) ;
- « L'invité du lundi » : Merce Cunningham (80 min) ; Après-midi de FC ;

1977-1978
- Géométrie variable, série d'émissions coréalisée avec l'architecte et urbaniste belge Maurice Culot;

1978
- Hou Basti Afghanistan !, série pour les Nuits magnétiques enregistrée en août 1978 à Kaboul, Bandi Amir, Bamiyan, Mazâr-e Charîf, Balkh ;
- Nuits magnétiques au Japon ; (Les Burakumin, Yogogi Park…) ;
- L'invité du lundi : Jérôme Savary ;

1979
- Nuits magnétiques : « En pays cajun », (Louisiane) ;
- Après-midi de F.C : Le Larzac aujourd'hui ;
- émission quotidienne matinale du mois d’août (7 h-8 h), « L’heure du laitier » ;

1979-1980
- « Mission Chine », 50 heures d’émissions diffusées sur France Culture ;

1980
- émission quotidienne matinale du mois d’août (7h-8h) : Poètes, vos papiers ;

1981
- Après-midi de FC : « La bête du Gévaudan », coproduite avec Daniel Leconte ;

1983
- Nuits magnétiques : Athènes ;

1990
- Nuits magnétiques : trois diasporas : arménienne, chinoise, palestinienne ;
- Nuits magnétiques : « La famille Magnum », sur l'agence photo Magnum ;
- Le Bon Plaisir de Merce Cunningham ; (2 h 58)
- Le Bon Plaisir de Jean-Claude Gallotta ; (2 h 58) ;

1991
- Le Bon Plaisir de Paul Virilio : (2 h 58) ;
- Le Bon Plaisir de Nicolas Frize ; (2 h 58)
- Le Bon Plaisir de Sebastiao Salgado ; (2 h 58)

2000
- Le Bon Plaisir de Zao Wou-ki ; (2 h)
- Surpris par la nuit…à Shanghai, 4 émissions de 60 min.

### Documentaires cinématographiques réalisés ou coréalisés
1984
- « Au Louvre, Jean-Pierre Pincemin », 26 min, coréalisé avec Pierre Muller, série Œil pour œil), MC Productions

1985
- « Le voyage chinois de Zao Wouki », 52 min, coréalisé avec Pierre Muller, MC Productions, diffusion : FR3 / Océaniques, direction Pierre-André Boutang ;
- « A la folie, Antonio Segui », 26 min, coréalisé avec Pierre Muller, série Œil pour œil, MC Productions ;

1986
- « Le peintre et les carabiniers » avec le peintre Louis Cordesse, les chorégraphes Daniel Dobbels et Christine Gérard, 26 min, coréalisé avec Pierre Muller, MC Production ;
- « Christian Renonciat : l’art et la matière », 26 min, coréalisé avec Pierre Muller, série Œil pour œil, MC Productions ;

1987
- 13 sujets pour le Journal Télévisé d’Antenne 2, au moment du 13e Congrès du Parti communiste chinois, coréalisés avec Christian Hirou à Pékin et au Hunan ;

1990
- « La planète Albert Kahn », (52 min), coréalisé avec Michel Hivert et Jean Kargayan, texte dit par Sami Frey ; produit par le Département des Hauts de Seine, diffusion FR3 ;

1999
- « Chine, le plus grand chantier du siècle », (52 min), réalisé par il, coproduit par Doc en Stock et Arte, diffusion (Théma) : 1er octobre 1999 ;
- « Chinois, les nouveaux Chinois », (52 min), réalisé par il, coproduit par Doc en Stock et Arte, diffusion (Théma) : 1er octobre 1999 ;
- « Les Chinois à la plage », (40 min) réalisation : Frédéric Vassort, il étant coauteur ; coproduit par Doc en Stock et Arte, diffusion : août 1999 ;

2000
- « Le Brun retrouvé » (Restauration du Pavillon de l’Aurore, Sceaux, 1998-2000), 14 min 30, coréalisé avec Michel Hivert, produit par le Département des Hauts de Seine ;

2003
- « Hou Bo, Xu Xiaobing, photographes de Mao » (52 min), coréalisé par Claude Hudelot et Jean-Michel Vecchiet, coproduit par La Citrouille, France 2, France 5, diffusé sur ces deux chaines à l’occasion de l’ouverture des années France-Chine ; plus de quarante diffusions depuis lors.

### Publications
- La Longue Marche, collection Archives, dirigée par Pierre Nora et Jacques Revel ; Julliard / Gallimard, 1971. Traduit en italien, allemand, espagnol.
- Le monde autour de 1949, ouvrage collectif, article de il : « L’événement », Larousse, 1973.
- Jeanclos, le tympan de Saint-Ayoul, Maison de la Culture de La Rochelle / Éditions de la différence, textes de Claude Mollard, Bruno Foucart, Marcelin Pleynet, 1986 ;
- Kaltex en Chine, préface de Jean Rouch, textes de iludelot, Roger Lenglet, Pierre Pradinas, Éditions de la Différence, Paris, 1987 ;
- Mon royaume pour un cheval, catalogue de l'exposition de Fernand Michaud, photographe, Maison de la Culture de La Rochelle, 1988 ;
- La Longue marche vers la Chine moderne, collection « Découvertes Gallimard / Histoire » (no 6), dirigée par Pierre Marchand, Gallimard, 1985, réédité en 2002 ;
- Mao, collection la vie, la légende, dirigée par Christian Biet ; Larousse, 2001 ;
- L’album de la famille Chine, Théâtre de la Photographie et de l’Image, Nice Musées, 2001 ;
- Yan Pei-Ming, Fils du Dragon, par Hou Hanru, Claude Hudelot, Bernard Marcadé, Les Presses du réel, Dijon, 2003. Traduction anglaise. Titre du texte de il : Les derniers Mao ;
- Georges Joussaume, catalogue de l’exposition du Cloitre des Dames Blanches, La Rochelle, été 2009, texte il : Se rêver en peintre Ville de La Rochelle ;
- Le Mao, avec le photographe Guy Gallice, Éditions du Rouergue, 2009 ;
- Mao, Horizons Éditions, (Londres, Dubaï, New York). Avec le photographe Guy Gallice, 2011.

## Distinctions

### Prix
- 1980 : Grand Prix de la Radio de la Société des Gens de Lettres 1980 pour « 800 millions de paysans », diffusé sur France-Culture, réalisation Danièle Fontanarosa, prise de son et mixage : Madeleine Sola

### Récompenses
- 1986 : mention spéciale au FIPA pour « Le voyage chinois de Zao Wouki », 52 min, coréalisé avec Pierre Muller, MC Productions, diffusé par Océaniques / FR3
- 1991 : mention spéciale du FIPA 1991 pour « La planète Albert Kahn », coréalisé avec Michel Hivert et Jean Kargayan, texte dit par Sami Frey, produit par Les Hauts de Seine, diffusion FR3.

### Décoration
- Chevalier de l'ordre des Arts et des Lettres (2006).